# Ligia persica
Ligia persica là một loài chân đều trong họ Ligiidae. Loài này được Khalaji-Pirbalouty & Wägele miêu tả khoa học năm 2010.